# Hermann Hahlo
Hermann Hahlo, später Herman Robert "Bobby" Hahlo, (* 3. August 1905 in New York; † 22. September 1985 vermutlich in Exeter) war ein deutscher und angelsächsischer Jurist.

## Leben
Nach seiner Geburt kehrte die Familie 1907 nach Deutschland zurück. In Berlin besuchte er von 1911 bis 1923 die Oberschule. Dann studierte bis 1927 Rechtswissenschaften. 1927 legte er das erste, 1930 das zweite Staatsexamen ab. April 1930 wurde er an der Universität Halle promoviert. 1931 wurde er in Potsdam als Rechtsanwalt zugelassen und übernahm eine gutgehende Kanzlei. Er heiratete im selben Jahr. Im Juni 1933 wurde ihm die Zulassung entzogen, da er jüdischer Herkunft war. Im August 1933 emigrierte er mit seiner Frau Hanna nach London und 1934 weiter nach Südafrika. 1935/36 studierte er erneut Jura an der Witwatersrand-Universität in Johannesburg. Nach Ablegen der Prüfung arbeitete er wieder als Rechtsanwalt. 1939 wurde er Assistent an der Witwatersrand-Universität und 1946 Professor. Zugleich wurde er dort Dekan und blieb es bis 1968. 1968 wechselte er an die McGill University in Montreal als Leiter des Institute of Comparative and Foreign Law. Er nahm Gastprofessuren in Edinburgh, Toronto, Siena und Christchurch war. 1983 zog er nach Großbritannien zu seinen beiden Kindern.

## Quelle
Bundesrechtsanwaltskammer (Hrsg.): "Anwalt ohne Recht – Schicksale jüdischer Rechtsanwälte in Deutschland nach 1933", Berlin 2007, S. 183.
| Personendaten    | Personendaten                         |
| ---------------- | ------------------------------------- |
| NAME             | Hahlo, Hermann                        |
| ALTERNATIVNAMEN  | Hahlo, Herman Robert                  |
| KURZBESCHREIBUNG | deutscher und angelsächsischer Jurist |
| GEBURTSDATUM     | 3. August 1905                        |
| GEBURTSORT       | New York                              |
| STERBEDATUM      | 22. September 1985                    |
| STERBEORT        | unsicher: Exeter                      |